# Анализ на дървото на отказите
Анализ на дървото на отказите (на английски: fault tree analysis, FTA) е последователен метод за дедуктивен анализ „отгоре-надолу“, при който неизправното състояние на дадена система се анализира със средствата на булевата логика, за да се комбинира в последователности от събития от ниско ниво, довели до отказа на системата. Този аналитичен метод основно се използва в областта на техническото осигуряване на безопасността и надеждността на системите (safety engineering, reliability engineering), за да установи как системите стигат до неизправност, да идентифицира най-добрите начини за ограничаване на риска или да установи (поне приблизително) честотата на настъпване на различни инциденти или сривове на конкретни функционални нива на системата.
Анализът на дървото на отказите се използва в аеронавтиката, ядрената енергетика, химическата индустрия, фармацевтичната, нефтохимическата и други промишлености, характеризиращи се с високи производствени рискове, както и за идентификация на рисковите фактори, свързани с откази на системи, обслужващи обществената сфера (например телефоните за спешна помощ). Методът се използва и в софтуерното инженерство с цел дебъгване и е тясно свързан с техниката „cause-elimination“, използвана за откриване на бъгове.

## Ползи
Анализът на дървото на отказите може да се ползва за:
- разбиране на логиката, довела до появата на събитие от най-високо ниво или нежелано състояние на системата.
- установяване на съответствие с изискванията за безопасност / надеждност на системата.
- приоритизиране на причинителите за събитие от високо ниво: създаване на списъци от критично оборудване / части / събития.
- наблюдение и контрол на работата на комплесна система по отношение на безопасността ѝ.
- минимизиране или оптимизиране на ресурсите.
- подпомагане процеса на проектиране на системи. Методът може да се ползва като инструмент на етапа на дизайна на системата, който помага в определянето на изискванията за изхода на системата и изисквания от ниско ниво.
- диагностичен инструмент за идентифициране и корекция на причините за събития от високо ниво. Може да е от полза в разработването на наръчници или процедури по диагностика.